# Phintella aequipes
Espèce
Synonymes
- Telamonia aequipes Peckham & Peckham, 1903
- Heliophanus clarus Peckham & Peckham, 1903
- Pochyta solers Peckham & Peckham, 1903
- Telamonia aequipes longirostris Lessert, 1925

Phintella aequipes est une espèce d'araignées aranéomorphes de la famille des Salticidae.

## Distribution
Cette espèce se rencontre en Afrique du Sud, au Zimbabwe, au Mozambique, en Tanzanie, au Kenya, en Ouganda, au Nigeria, au Ghana et en Côte d'Ivoire.

## Description
Le mâle syntype mesure 4,5 mm.
Cette petite araignée est remarquable par son opisthosome allongé à l'apex fuselé et au dessin chromatique alternant de larges bandes jaunes horizontales avec des bandes blanches plus petites bordées de noir. Son céphalothorax est bombé et large et possède quatre paires de pédipalpes particulièrement puissants pour permettre à cette araignée de sauter sur ses proies.

## Systématique et taxinomie
Cette espèce a été décrite sous le protonyme Telamonia aequipes par Peckham et Peckham en 1903. Elle est placée dans le genre Phintella par Prószyński en 1984.
Telamonia aequipes longirostris a été placée en synonymie par Prószyński en 1984.
Heliophanus clarus a été placée en synonymie par Wesołowska et Cumming en 2008.
Pochyta solers a été placée en synonymie par Wesołowska en 2012.
Phintella aequipes minor a été élevée au rang d'espèce par Wesołowska et Russell-Smith en 2022.

## Publication originale
- Peckham & Peckham, 1903 : « New species of the family Attidae from South Africa, with notes on the distribution of the genera found in the Ethiopian region. » Transactions of the Wisconsin Academy of Sciences, Arts, and Letters, vol. 14, p. 173-278 (texte intégral).